# 高野瀬順子
高野瀬 順子（たかのせ じゅんこ、1954年3月16日 - ）は、日本のフリーランスライター、横浜市出身。東京理科大の創設者・高野瀬宗徳のひ孫。

## 概要
雑誌での人物クローズアップ記事を中心に動物関連、人間の家庭の医学、ベジタリアン料理等の記事を執筆。 他にもエッセイ、作詞、漫画原作や占い記事リライト、CMコピー制作等幅広く手がけている。また、有名人の書籍構成を行っており、ゴーストライティングの実績もある。 ライフワークは猫を中心とした動物保護活動で、著作には動物・ペットに関するものが多い。
本人HPによれば、自身を「動物と、荒れた海と、花が大好き」で、「穏やかな人が好き（威圧的な人は苦手）」、としている。

## 主な著書
- 高野瀬順子 編『出産ストライキ―産めない理由、産まない理由』叢文社、1991年4月。
- 高野瀬順子 編『ペットのための遺言書―その書き方と記入式身上書』叢文社、1997年7月。
- 高野瀬順子 編『愛するイヌとずーっと暮らしていくための本』叢文社、2001年7月。
- 高野瀬順子 編『愛するネコとずーっと暮らしていくための本』叢文社、2001年7月。
- 高野瀬順子 編『ひと目でわかる!図解 猫こんなとき緊急マニュアル100―ウチのコが大変』主婦と生活社、2004年12月。
- 秋元良平・高野瀬順子 編『老人と犬―さくら苑のふれあい（文春文庫PLUS）』文藝春秋、2006年8月。
- 高野瀬順子 編『ペットのための遺言書・身上書のつくり方』創森社、2008年5月。